# Pierre Sterlé
Pierre Sterlé, né le 19 février 1905 à Charenton-le-Pont et mort le 3 février 1978 à Paris, est un joaillier français.
Considéré de son vivant comme un novateur inspiré, il atteint son apogée dans les  années 1950 et 1960. Son travail de la pierre précieuse et du métal — souvent influencé par la nature — bénéficie d'une cote soutenue dans les ventes publiques.

## Biographie
Issu d'un milieu privilégié, Pierre Sterlé naît en 1905 dans une famille de la haute finance. Après la mort de son père lors de la Première Guerre mondiale, il est confié à un oncle, joaillier rue de Castiglione à Paris. Cet évènement lui fait découvrir un univers qui le séduit, l'éloignant définitivement d'un avenir tout tracé dans le monde bancaire.
Pierre Sterlé commence par travailler pour d'autres joailliers. En 1934, il ouvre un salon en étage rue Sainte-Anne à Paris, qu'il appelle son « atelier ». Dans cette entreprise, il est parrainé par des maisons prestigieuses telles que Boucheron, Chaumet, Ostertag, pour lesquelles il conçoit déjà des bijoux.
En 1939, il débute cependant une production de pièces exclusives pour des particuliers. L'écrivain Colette, fascinée par son travail, compte parmi ses premières clientes. En 1943, il déménage et ouvre un nouveau showroom en étage au 43, avenue de l'Opéra, près de la place Vendôme. Se rapprochant du monde de la haute couture, Pierre Sterlé entame une collaboration avec Jacques Fath. Il se considère en effet de plus en plus « comme un couturier de la joaillerie qu'un fournisseur de bijoux mondains ».
Ce caractère exclusif et l'originalité de son style (cf. infra) attirent les clientes fortunées, habituées des maisons Dior, Balenciaga ou Jean Dessès. Pierre Sterlé acquiert rapidement une clientèle et une renommée internationales. En 1950, il reçoit la visite du roi Farouk d'Égypte qui lui commande la couronne de son épouse, la reine Narriman. Peu de temps après, la Bégum Aga Khan, la maharani de Baroda, plus importantes acheteuses de bijoux de l'époque, deviennent des habituées.
Cette renommée est consacrée par l'obtention du De Beers Diamond Award, récompense majeure de la joaillerie que la profession lui accorde trois années consécutives, en 1957, 1958 et 1959.
C'est en 1955 que Pierre Sterlé éprouve ses premières difficultés financières. Le lancement de ses deux parfums, Huit-huit et 2 Diam, les seuls qu'il ait créés, s'avère un désastre budgétaire : s'étant refusé, comme il en a l'habitude, à prendre en compte le coût de fabrication, il est amené à les vendre au-dessous de leur prix de revient. Pour équilibrer ses comptes, il doit se séparer de sa collection de peintures et de sa propriété au nord de Paris.
En 1966, il est le premier joaillier invité à la Biennale des antiquaires de Paris. Il y présente un Temple de l'Amour grandeur nature, supporté par des dauphins incrustés de perles. Une pyramide de verre y expose, sur des plateaux de corail blanc, une collection de bijoux inspirés par la nature — oiseaux, fleurs, créatures marines — qui fait sensation.
Ce succès l'amène à ouvrir sa première boutique, aventure à laquelle il s'était pourtant toujours refusé. Il faut croire que cette défiance était justifiée : en dépit de sa naissance dans une famille de financiers, Pierre Sterlé se révèle piètre gestionnaire et sa boutique devient un gouffre bancaire. En 1976, il doit liquider sa société dont Chaumet rachète le stock.
Durant les deux dernières années de sa vie, il devient consultant technique chez Chaumet.

## Style
Aisément reconnaissable, le style de Pierre Sterlé se caractérise par ses thèmes d'inspiration, leur traitement artistique et sa maîtrise technique.
Les motifs récurrents de sa production appartiennent à la nature : oiseaux, ailes, plumes, animaux, fleurs diverses. Ces thèmes privilégient un traitement asymétrique et baroque, contrairement aux formes géométriques et arabesques opulentes, observées dans la joaillerie traditionnelle de l'époque. L'effet de légèreté est accentué par le mélange — inhabituel de ce temps et précurseur — de pierres précieuses à des pierres fines, voire à des matériaux insolites comme le coquillage.
La technique utilisée sur le métal fait appel à des effets de dripping, de givrage ou de gravure, conduisant à obtenir de l'or en cordes souples, tressées, tordues, frangées comme dans une passementerie. Sterlé réussit « à manipuler le métal comme aucun autre avant lui ».
L'un de ses terrains de prédilection est la broche, certainement le bijou le plus souvent porté dans les années soixante. Sterlé en fait un petit tableau dont le cadre serait la robe ou le col du tailleur, confortant ainsi l'engouement dont il jouit auprès des couturiers et de leurs clientes. Il crée également des minaudières et des boîtes à bijoux.
Trente ans après sa disparition, la production de ce joaillier bénéficie d'une cote soutenue dans les ventes aux enchères. Les catalogues de Sotheby's, Christie's ou encore Pierre Bergé & Associés en témoignent.